# LTTC Rot-Weiß Berlin
LTTC „Rot-Weiß“ Berlin e. V. je tenisový klub ležící v Grunewaldu u jezera Hundekehlesee, na území čtvrtého městského obvodu Charlottenburg-Wilmersdorf v Berlíně.

## Historie
LTTC „Rot-Weiß“ Berlin e. V. byl založen v roce 1897 jako Lawn-Tennis-Turnier-Club a stal se domovskou základnou německých tenistů, jakými byli Cilly Aussemová, Otto Froitzheim, Henner Henkel, Hans Moldenhauer, Hans-Jürgen Pohmann, Roman Najuch či Daniel Prenn. Klub byl zničen během náletu za druhé světové války v roce 1943. K obnovení došlo roku 1947, kdy ležel na území britské okupační zóny a předsedou byl zvolen Wolfgang A. Hofer. V čele oddílu jej v roce 1958 vystřídal grandslamový vítěz Gottfried von Cramm, který ve funkci setrval až do úmrtí roku 1976. V rámci jeho odkazu byla v 90. letech dvacátého století ulice směřující k areálu přejmenována na Gottfried-von-Cramm-Weg.

Vedle klubového zázemí tenisový oddíl obsahuje osmnáct dvorců, z toho šestnáct antukových venkovních a dva halové s tvrdým povrchem. Hlavními kurty jsou Stadion Steffi Grafové (Steffi-Graf-Stadion /Center Court A/) postavený v roce 1996 za dvacet milionů marek a kapacitou sedmi tisíc diváků, a Center Court B. Kapacitu Stadionu Steffi Grafové, jež byla snížena na 4,5 tisíce osob, lze měnit mechanickou úpravou tribun. V září 2004 byl pojmenován na počest devítinásobné šampionky German Open a bývalé světové jedničky Steffi Grafové, členky klubu od roku 1984. Také další světová jednička a grandslamový vítěz Boris Becker reprezentoval oddíl v letech 1985–1987 a k roku 2017 působil jako jeho sportovní ředitel. Členem trenérského týmu byl Pavel Složil. Dřevěná klubovna byla v roce 1958 nahrazena zděnou stavbou podle návrhu architekta Paula Baumgartena.

## Turnaje
Na antukových dvorcích probíhal v letech 1911–1958 nepravidelně německý profesionální šampionát mužů German Pro Championships. Centrální dvorec hostil utkání německého týmu v Davisově poháru. Od sezóny 1950 v oddílu probíhá také juniorské mistrovství Berlin Junior Championships, mezi jehož vítěze se zařadili Björn Borg, Yannick Noah, Pat Cash, Boris Becker či Anke Huberová.
Od roku 1979 do sezóny 2008 areál hostil ženský profesionální turnaj German Open. V roce 2005 licenci na jeho pořádání odkoupila Katarská tenisová federace, která po dalších třech ročnících licenci vrátila WTA. Ženská tenisová asociace ji pak v rámci nové kategorie Premier prodala Warsaw Open. Na okruh WTA Tour se vrátil v roce 2020, kdy antuku nahradil travnatý povrch.

## Galerie

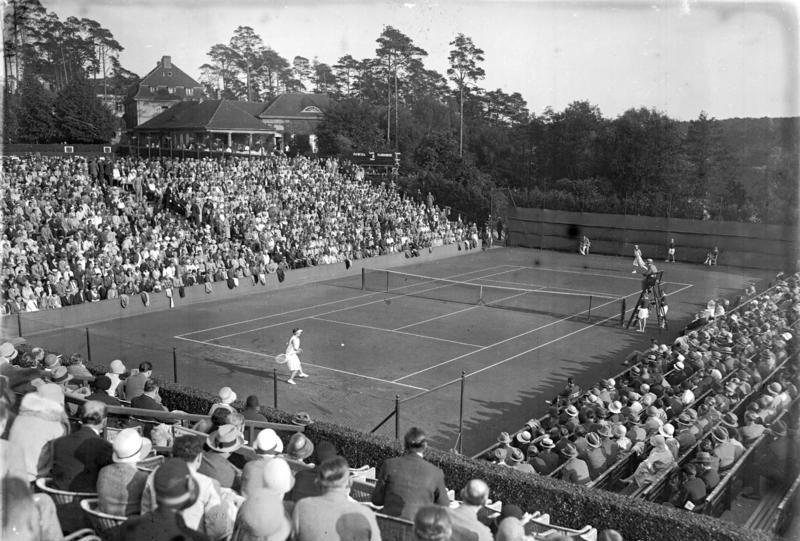
Zápas mezi Helen Willsovou Moodyovou a Paulou von Reznickovou, 1929
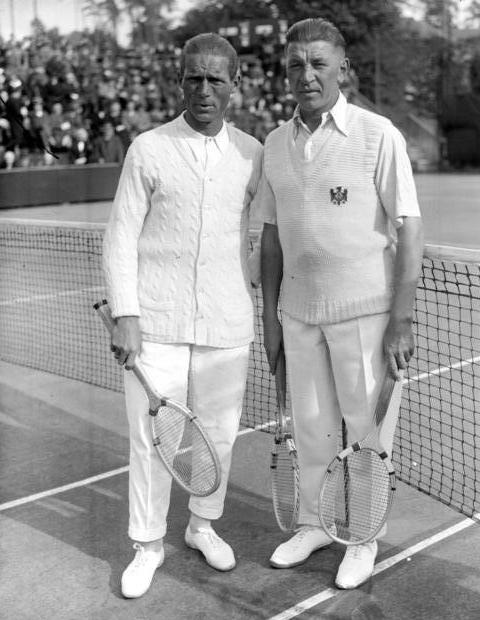
Karel Koželuh (vlevo) s Romanem Najuchem na centrkurtu během Mistrovství Evropy 1930
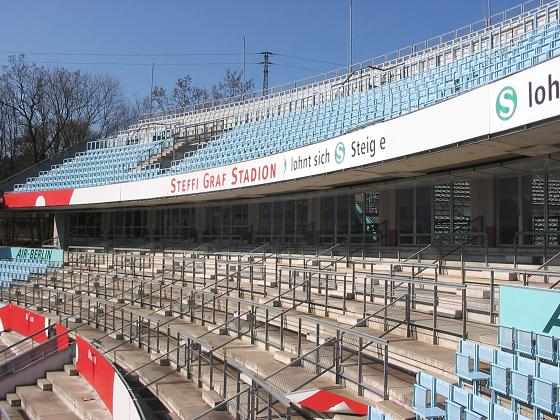
Tribuna stadionu Grafové, 2005
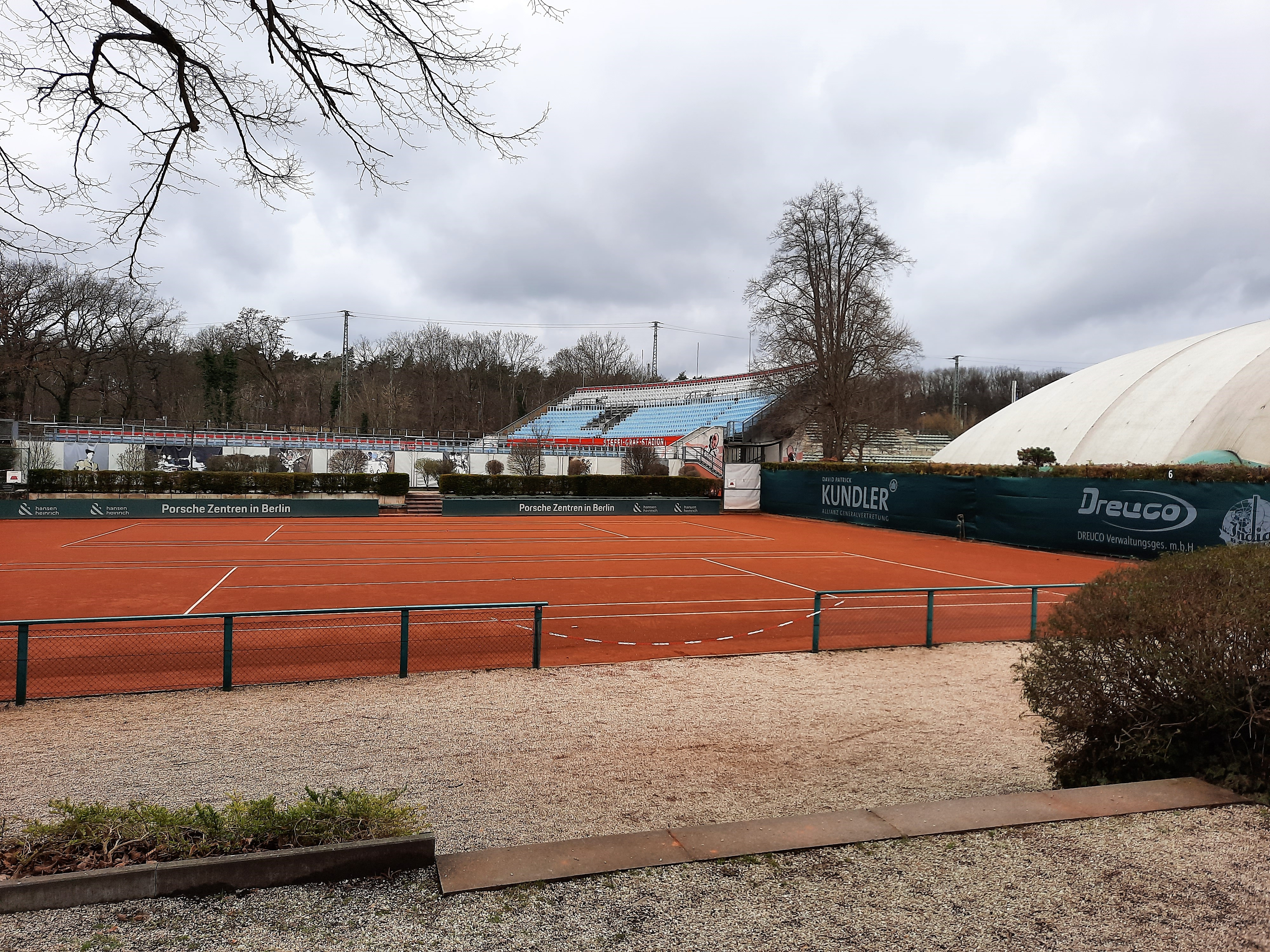
Antukový dvorec a vzadu tribuna stadionu Grafové